# Schloss Sophiental

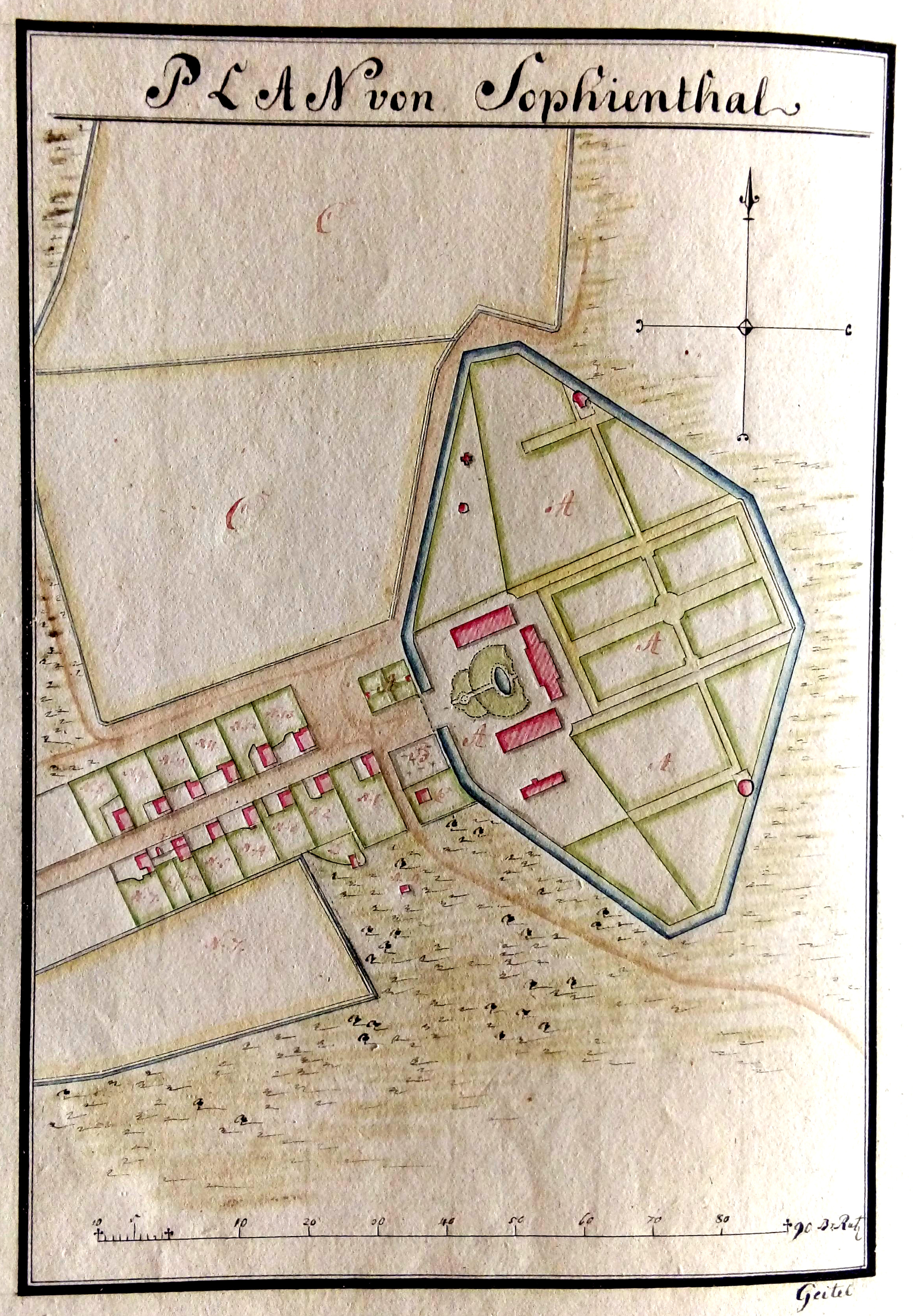
Sophiental während der Braunschweigischen General-Landvermessung, 1767

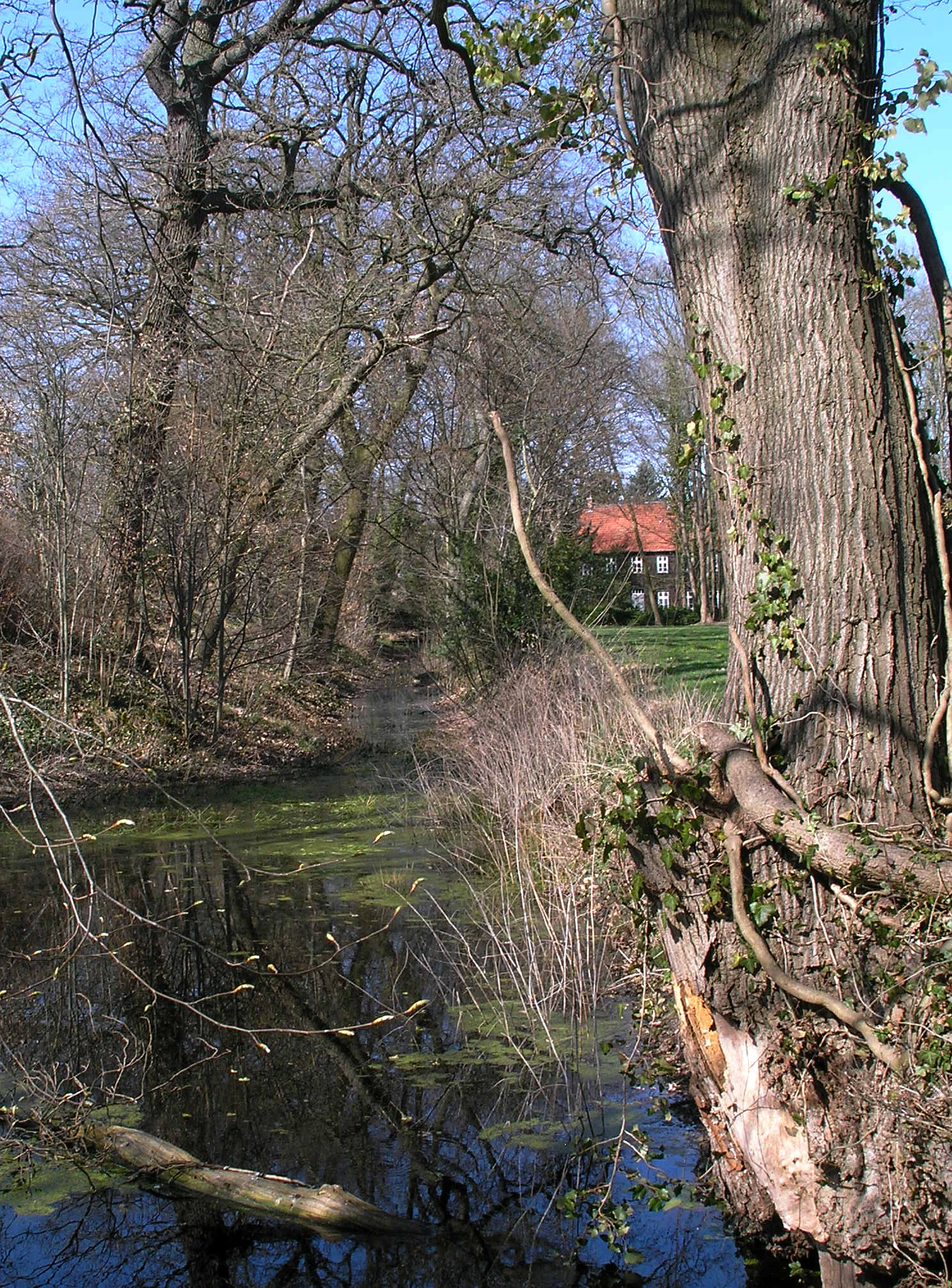
Reste des Schlossgrabens mit Blick auf die 1816 neu erbaute Revierförsterei

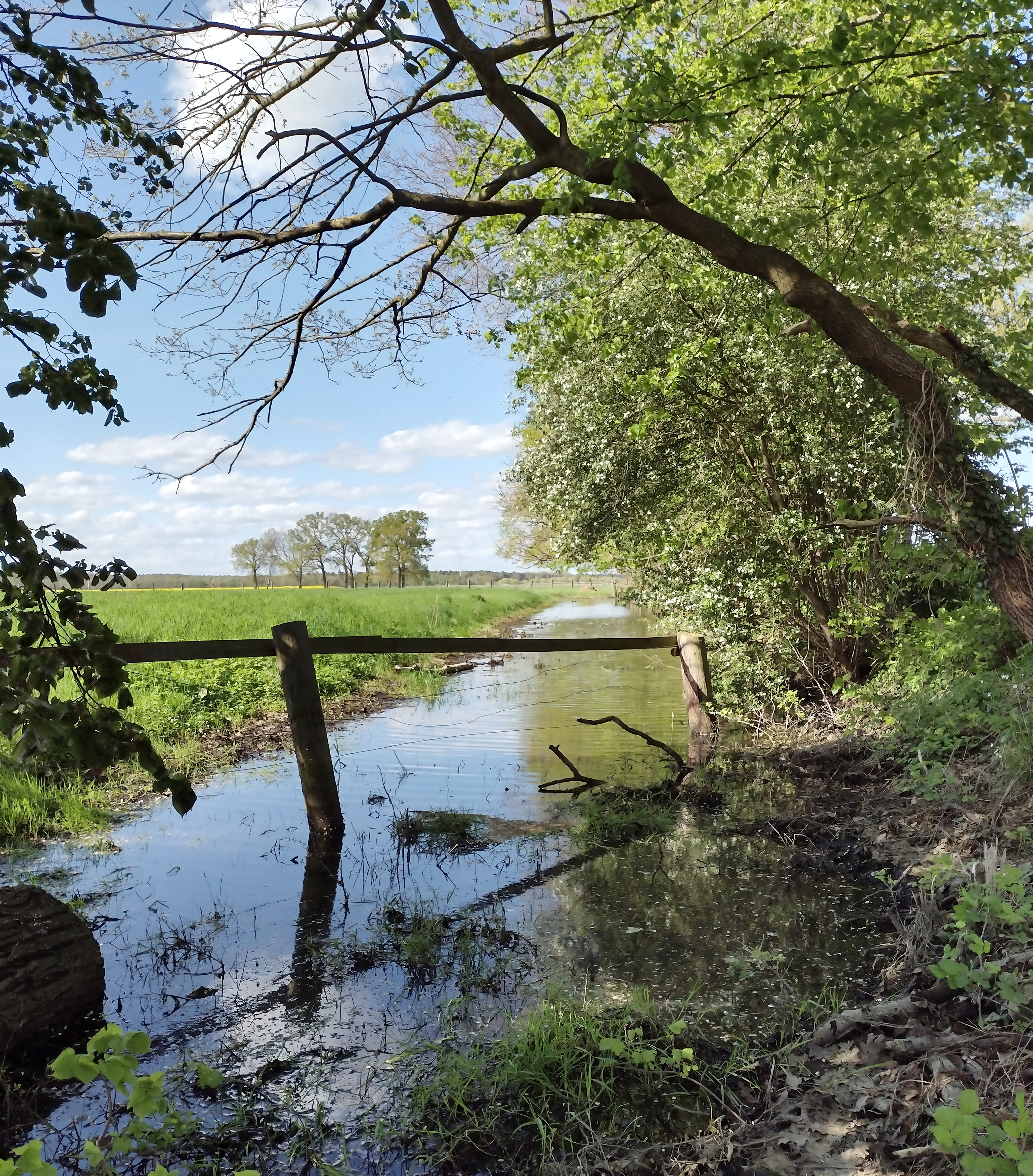
Reste des Wassergrabens

Das Schloss Sophiental war ein Lustschlösschen im Fürstentum Braunschweig-Wolfenbüttel. Es wurde auf Wunsch der Herzogin Elisabeth Sophie Marie (1683–1767), der dritten Gemahlin des Herzogs August Wilhelm (1662–1731), errichtet und auch von ihr genutzt. Die landesherrschaftlichen Häuser der Gesamtanlage lagen nordwestlich von Braunschweig, in unmittelbarer Nähe zur Landesgrenze des Hochstifts Hildesheim. Das Schloss und auch die Nebengebäude hatten nur kurze Zeit Bestand. Gezeichnete Gebäudeansichten sind nicht vorhanden.

## Überblick
Das am südlichen Rand der Wendeburger Holzmark gelegene Schlösschen war Teil eines weitläufig angelegten sich in nordöstlicher Richtung erstreckenden Schlosskomplexes. Das zentral gelegene einstöckige Schlossgebäude mit breitem Mittelrisalit und kurzen Seitenflügeln war flankiert auf der einen Seite von einem Kavaliershaus und einem Pferdestall. Auf der gegenüber liegenden Seite befand sich eine Meierei und ganz in der Nähe davon etwas weiter ostwärts ein Küchengebäude. Diese herrschaftlichen Häuser waren über einen Damm auf direktem Weg mit dem Schloss Fürstenau verbunden.

## Baugeschichte
Herzog August Wilhelm hatte seiner Ehefrau bereits 1724 ein Gebiet in der Wendeburger Holzmark durch einen Lehnbrief übertragen.
Ab 1747 ließ die Herzoginwitwe Elisabeth Sophie Marie hier zwischen zwei kleineren Häusern, die sie schon in den 1720er Jahren hatte anlegen lassen, noch ein größeres freistehendes Quergebäude, das eigentliche Schlossgebäude, errichten. Wann an Ort und Stelle die Arbeiten zu der barocken Gartenanlage begonnen haben, ist nicht festgehalten.

## Nutzung
Im hohen Alter musste die Herzoginwitwe, wenn sie vom „Grauen Hof“ in Braunschweig nach Sophiental wollte, in einer Sänfte getragen werden, weil sie das Fahren nicht mehr vertrug. Urban Brückmann, braunschweigisch herzoglicher Leibarzt, notierte in seinem Tagebuch, dass Sophiental in einer einsamen nicht gerade fruchtbaren Gegend liegt, „doch war der Aufenthalt daselbst, wenn der Hof da war, sehr angenehm“.
1742 hatte sie dem regierenden Herzog Karl I. die Güter Vechelde, Fürstenau und Sophiental einschließlich sämtlicher Pertinentien (Zubehör zum Grundbesitz) überlassen. Dies geschah jedoch unter dem Vorbehalt der für sie lebenslangen freien Nutzung. In der Hoffnung, dass die Anlage in Sophiental nach ihrem Tod weiterhin genutzt wird, hatte sie die Schlossanlage an Philippine Charlotte, die Gemahlin von Karl I. vermacht. Freimütig bekannte sie jedoch nach dem Tod von Elisabeth Sophie Marie, dass sie den Wert dieser Anlage in Geld gemünzt vorziehen würde. Dies veranlasste Karl I. eine grundlegende Änderung der Nutzung vorzunehmen. Er entschied, das Schloss und das Kavaliershaus vollständig und die Meierei teilweise abzubrechen. Noch brauchbare Materialien wurden versteigert. Das Küchengebäude wurde zu einer Revierförsterwohnung umgebaut und der Pferdestall nach Fürstenau versetzt. 1769 war die Umnutzung abgeschlossen.